# شاهزاده آریما
شاهزاده آریما یا آریمانومیکو، (به ژاپنی: 有間皇子 ありまのみこ)، تولد ۶۴۰، مرگ ۶۵۸-۱۲-۱۱، در دوره آسوکا اعضای خانواده امپراتوری پسر امپراتور کوتوکو و همسرش کوتاشیهیمه (小足媛) بود.
او در دوازدهمین سال امپراتور جومی (۶۴۰) به عنوان پسر شاهزاده کارو (بعدها امپراتور کوتوکو) به دنیا آمد. مادر او کواشیهیمه، دختر آبنوچیمارو، وزیر چپ بود. 